# Liste de personnalités du football décédées en 2019
Cet article présente une liste de personnalités du monde du football décédées au cours de l'année 2019.
Plus d'informations : Liste exhaustive de personnalités du football décédées en 2019.

## Janvier
- 1er janvier : décès à 83 ans d'Ivan Dimitrov, international bulgare ayant remporté 1 championnat de Bulgarie[1].
- 5 janvier : décès à 81 ans de Dragoslav Šekularac, international yougoslave ayant remporté la médaille d'argent aux Jeux olympiques de 1956, 5 championnats de Yougoslavie et 3 coupes de Yougoslavie[2],[3],[4],[5].
- 13 janvier : décès à 49 ans de Philemon Masinga, international sud-africain ayant remporté la Coupe d'Afrique des nations 1996[6].
- 13 janvier : décès à 85 ans de Guy Sénac, international français[7]
- 15 janvier : décès à 59 ans de José Souto, joueur puis entraineur français[8].
- 17 janvier : décès à 79 ans d'Ivan Vutsov, international bulgare devenu entraineur[9].
- 21 janvier :
  - décès à 83 ans de Pedro Manfredini, international argentin ayant remporté le Championnat d'Argentine 1958, le Championnat sud-américain 1959, la Coupe des villes de foires 1961 et 1 Coupe d'Italie[10].
  - décès à 28 ans d'Emiliano Sala, joueur italo-argentin alors transféré du FC Nantes à Cardiff City[11].
- 24 janvier : décès à 89 ans de Vito Andrés Bártoli, joueur argentin ayant remporté comme entraineur 1 Championnat du Pérou et 1 Copa Perú[12].
- 26 janvier : décès à 70 ans de Pierre Ndaye Mulamba, international zairois ayant remporté la Coupe des clubs champions africains 1973 et la Coupe d'Afrique des nations 1974[13].
- 25 janvier : décès à 65 ans d'Alain Bernard, joueur français[14].
- 29 janvier : décès à 92 ans d'Egisto Pandolfini, international italien[15].
- 31 janvier : décès à 58 ans de Pablo Larios, international mexicain[16].
- 31 janvier : décès à 77 ans de Kálmán Ihász, international hongrois ayant remporté 4 Championnat de Hongrie, 1 Coupe de Hongrie, 4 Coupe Mitropa et la médaille d'or aux Jeux olympiques 1964[17].

## Février
- 4 février : décès à 82 ans d'Isacio Calleja, international espagnol ayant remporté 2 Championnat d'Espagne, 4 Coupe d'Espagne, la Coupe d'Europe des vainqueurs de coupes 1962 et Championnat d'Europe 1964[18].
- 4 février : décès à 44 ans de Mohamed Ofei Sylla, international guinéen[19].
- 7 février : décès à 51 ans d'Heidi Mohr, internationale allemande ayant remporté le Championnat d'Europe 1989 et 1991[20].
- 8 février : décès à 63 ans de Fernando Clavijo, international américain ayant remporté la Gold Cup 1991 puis reconverti entraîneur[21].
- 9 février : décès à 78 ans de Fred Pickering, international anglais[22]
- 10 février : décès à 76 ans de Fernando Peres, international portugais ayant remporté deux Championnat du Portugal, une Coupe du Portugal et un Championnat du Brésil devenu entraîneur[23].
- 12 février : décès à 81 ans de Gordon Banks, international anglais ayant remporté la Coupe du monde 1966[24].
- 13 février : décès à 75 ans de Vitaly Khmelnitsky, international soviétique ayant remporté 4 Championnat d'URSS et 2 Coupe d'URSS avec le Dynamo Kiev, reconverti entraîneur[25].
- 16 février : décès à 80 ans de Hamid Bahij, joueur international marocain[26].
- 17 février : décès à 61 ans de Frederico Rosa, international portugais ayant remporté 2 Championnat du Portugal et 2 Coupe du Portugal[27].
- 18 février : décès à 43 ans de Kor Sarr, joueur sénégalais devenu entraîneur[28].
- 19 février : décès à 92 ans de Robert Héliès, joueur français devenu arbitre international[29].
- 24 février : décès à 89 ans de Raymond Bellot, joueur français[30].
- 25 février : décès à 92 ans de Nelson Zeglio, joueur brésilien[31].
- 25 février : décès à 84 ans de Waldo Machado, international brésilien ayant remporté 2 Coupe des villes de foires et 1 Coupe d'Espagne[32].
- 27 février : décès à 81 ans d'António Mendes, international portugais ayant remporté 3 Championnat du Portugal et 3 Coupe du Portugal[33].
- 28 février : décès à 52 ans de Ghislaine Baron, internationale française[34].

## Mars
- 2 mars : décès à 88 ans de François Konrady, joueur français[35].
- 4 mars : décès à 84 ans d'Eric Caldow, international écossais ayant remporté 7 Championnat d'Ecosse et 6 Coupe d'Ecosse devenu entraineur[36].
- 9 mars : décès à 90 ans de Robert Lemaître, international français ayant remporté le Championnat de France en 1954 et la Coupe de France en 1955[37].
- 11 mars : décès à 75 ans de Coutinho, international brésilien ayant remporté la Coupe du monde 1962, 2 Copa Libertadores et 2 Coupe intercontinentale[38].
- 12 mars : décès à 87 ans de Celso Alonso, joueur espagnol[39].
- 17 mars : décès à 57 ans de Victor Genes, joueur puis entraineur paraguayen ayant remporté 1 Championnat du Paraguay. Fut également sélectionneur du Paraguay[40].
- 21 mars : décès à 78 ans de Roberto Elías, international péruvien ayant remporté 3 Championnat du Pérou.
- 26 mars : décès à 91 ans de Ted Burgin, joueur anglais[41].
- 30 mars : décès à 71 ans de Maurice Hardouin, joueur français[42].
- 30 mars : décès à 72 ans de Larbi Othmani, joueur franco-marocain[43].

## Avril
- 2 avril : décès à 83 ans de Sergio Valdés, international chilien[44].
- 2 avril : décès à 64 ans de François Zdun, joueur puis entraîneur français[45].
- 4 avril : décès à 75 ans d'André Castel, joueur français ayant remporté 2 Championnat de France[46].
- 5 avril : décès à 79 ans de Gianfranco Leoncini, international italien ayant remporté 3 Championnat d'Italie et 3 Coupe d'Italie[47].
- 7 avril : décès à 75 ans de Jan Wrazy, international polonais ayant remporté 7 Championnat de Pologne[48].
- 7 avril : décès à 29 ans de Luis Fernando Páez González, joueur paraguayen[49].
- 11 avril : décès à 58 ans de Désiré L'Enclume, joueur puis entraineur mauricien[50].
- 11 avril : décès à 83 ans de Can Bartu, international turc ayant remporté 4 Championnat de Turquie et 1 Coupe de Turquie[51].
- 12 avril : décès à 74 ans de Tommy Smith, international anglais ayant remporté 5 Chmapionnat d'Angleterre, 2 Coupe d'Angleterre, la Coupe des clubs champions européens en 1977 et 2 Coupe UEFA[52].
- 12 avril : décès à 96 ans d'Ivor Broadis, international anglais puis entraineur[53].
- 14 avril : décès à 75 ans d'Abdallah Lamrani, international marocain[54].
- 15 avril : décès à 45 ans de Quinzinho, international angolais ayant remporté 2 Championnat du Portugal[55].
- 15 avril : décès à 81 ans d'Aleksandar Kostov, international bulgare ayant remporté 3 Championnat de Bulgarie et 7 Coupe de Bulgarie[56].
- 18 avril : décès à 71 ans de Siegmar Wätzlich, international est-allemand ayant remporté 3 Championnat de RDA, 1 Coupe de RDA et la Médaille de bronze aux Jeux olympiques en 1972[57].
- 20 avril : décès à 72 ans de Karl Grob, international suisse ayant remporté 5 Championnat de Suisse et 4 Coupe de Suisse[58].
- 20 avril : décès à 85 ans d'Enrico Alberto, joueur franco-italien ayant remporté 1 Championnat de France et 1 Coupe de France[59].
- 22 avril : décès à 79 ans de Billy McNeill, international écossais ayant remporté comme joueur la Coupe des clubs champions européens 1967, 9 Championnat d'Ecosse, 7 Coupe d'Ecosse puis comme entraineur 4 Championnat d'Ecosse et 3 Coupe d'Ecosse[60].
- 23 avril : décès à 70 ans de Juan José Muñante, international péruvien ayant remporté la Coupe des champions de la CONCACAF, 2 Championnat du Pérou et 1 Championnat du Mexique[61].
- 25 avril : décès à 28 ans de Faty Papy, international burundais[62].
- 26 avril : décès à 54 ans de Jimmy Banks, international américain puis entraineur[63].
- 28 avril : décès à 73 ans de Daniel Horlaville, international français devenu entraineur[64].
- 29 avril : décès à 28 ans de Josef Šural, international tchèque ayant remporté 1 Championnat de République tchèque et 1 Coupe de République tchèque[65].
- 29 avril : décès à 83 ans de Stevie Chalmers, international écossais ayant remporté la Coupe d'Europe des clubs champions 1967, 6 Championnat d'Ecosse et 4 Coupe d'Ecosse[66].
- 29 avril : décès à 69 ans de Rodrigues Neto, international brésilien puis entraineur[67].

## Mai
- 1er mai : décès à 77 ans de Dinko Dermendzhiev, international bulgare devenu entraineur[68].
- 6 mai : décès à 73 ans d'Andrés Junquera, joueur espagnol ayant remporté 5 Championnat d'Espagne et 3 Coupe d'Espagne[69].
- 13 mai : décès à 86 ans de Lajos Faragó, international hongrois ayant remporté la médaille de bronze aux Jeux olympiques 1960[70].
- 13 mai : décès à 60 ans de Samuel Eugenio, international péruvien ayant remporté 3 Championnat du Pérou[71].
- 18 mai : décès à 69 ans de Manfred Burgsmüller, international allemand ayant remporté 1 Championnat d'Allemagne[72].
- 23 mai : décès à 69 ans de Zlatko Škorić, international yougoslave ayant remporté 3 Coupe de Yougoslavie et la Coupe des villes de foires 1967. Il fut également sélectionneur de l'Angola[73].
- 24 mai : décès à 82 ans de Gianfranco Bozzao, joueur puis entraineur italien[74].
- 26 mai : décès à 74 ans de Harry Hood, international Ecossais ayant remporté 5 Championnat d'Ecosse et 3 Coupe d'Ecosse devenu entraineur[75].

## Juin
- 1er juin : décès à 35 ans de José Antonio Reyes, international espagnol ayant notamment remporté la Ligue Europa cinq fois, 1 Championnat d'Angleterre, 1 Coupe d'Angleterre et 1 Championnat d'Espagne[76].
- 3 juin : décès à 69 ans de Jurica Jerković, international yougoslave ayant remporté 3 Championnat de Yougoslavie, 5 Coupe de Yougoslavie et 1 Championnat de Suisse[77].
- 3 juin : décès à 71 ans de Guy François, international haïtien[78].
- 8 juin : décès à 49 ans de Justin Edinburgh, joueur anglais ayant remporté la Coupe d'Angleterre 1991 devenu entraineur[79].
- 8 juin : decès à 27 ans d'Abdel Basset Sarout, joueur syrien[80].
- 11 juin : décès à 81 ans de Carl Bertelsen, international danois[81].
- 11 juin : décès à 66 ans de Roberto Bailey, international hondurien ayant remporté 1 Championnat du Honduras[82].
- 13 juin : décès à 82 ans de Şeref Has, international turc ayant remporté 4 Championnat de Turquie et 1 Coupe de Turquie[83].
- 20 juin : décès à 57 ans de Gerald Messlender, international autrichien[84].
- 20 juin : décès à 66 ans de Rubén Suñé, international argentin ayant remporté 4 Championnat d'Argentine, 2 Copa Libertadores et 1 Coupe Intercontinentale[85].
- 23 juin : décès à 97 ans de Fernando Roldán, international chilien[86].
- 27 juin : décès à 82 ans de Nemesio Mosquera, international péruvien[87].
- 28 juin : décès à 74 ans de Paul-Ferdinand Heidkamp, joueur allemand[88].
- 29 juin : décès à 24 ans de Florijana Ismaili, internationale suisse et capitaine du BSC Young Boys au moment de sa disparition[89].

## Juillet
- 3 juillet : décès à 86 ans de Karimou Djibrill, joueur franco-togolais ayant remporté deux Championnats de France et un Coupe de France[90].
- 3 juillet : décès à 80 ans de Koldo Aguirre, joueur espagnol ayant remporté deux Coupes d'Espagne devenu entraineur[91].
- 5 juillet : décès à 56 ans de Mokhtar Kechamli, international algérien ayant remporté une Coupe d'Algérie[92].
- 17 juillet : décès à 79 ans de Robert Waseige, entraineur belge ayant remporté une Coupe de Belgique[93].
- 24 juillet : décès à 42 ans d'Ingrid Boyeldieu, internationale française[94].
- 24 juillet : décès à 81 ans de Sammy Chapman, international nord-irlandais devenu entraineur[95].
- 24 juillet : décès à 72 ans de Roger Géri, joueur français[96].
- 25 juillet : décès à 64 ans d'Óscar Enrique Sánchez, international guatémaltèque ayant remporté une Coupe des champions de la CONCACAF, cinq Championnats du Guatemala et une Coupe du Guatemala devenu entraineur[97].
- 26 juillet : décès à 85 ans de Kaddour Bekhloufi, joueur algérien devenu entraineur[98].
- 27 juillet : décès à 88 ans de Humphrey Mijnals, international néerlandais et surinamien devenu entraineur[99].
- 27 juillet : décès à 90 ans de Juan Ignacio Otero, joueur espagnol[100].
- 29 juillet : décès à 84 ans de Vasil Metodiev, international bulgare ayant remporté un Championnat de Bulgarie comme joueur, trois Championnats de Bulgarie et une Coupe de Bulgarie comme entraineur[101].

## Août
- 2 août : décès à 73 ans de Gunder Bengtsson, joueur puis entraineur suédois ayant remporté 1 Coupe UEFA, 1 Championnat de Suède, 2 Championnat de Norvège et 2 Coupe de Grèce[102].
- 4 août : décès à 66 ans d'Harald Nickel, international allemand[103].
- 5 août : décès à 85 ans de Josef Kadraba, international tchécoslovaque[104].
- 9 août : décès à 81 ans d'Altair ayant remporté la Coupe du monde 1962[105].
- 9 août : décès à 79 ans de Fahrudin Jusufi, international yougoslave ayant remporté les Jeux olympiques de 1960 avant de devenir entraineur[106].
- 11 août : décès à 51 ans de Dejan Čurović, international yougoslave ayant remporté 1 Championnat de Yougoslavie et 1 Coupe de Yougoslavie[107].
- 11 août : décès à 37 ans de Walter Martinez, international hondurien[108].
- 12 août : décès à 62 ans de José Luis Brown, international argentin ayant remporté la Coupe du monde de 1986 avant de devenir entraineur[109].
- 14 août : décès à 74 ans de René Taelman, entraineur belge[110].
- 15 août : décès à 59 ans de Vladimir Fomichev, joueur soviétique[111].
- 22 août : décès à 40 ans de Junior Agogo, international ghanéen ayant remporté 1 Championnat des États-Unis[112].
- 26 août : décès à 35 ans de Colin Clark, international américain[113].

## Septembre
- 1er septembre : décès à 59 ans de Mamadou Tew, international sénégalais[114].
- 2 septembre : décès à 62 ans d' Atli Eðvaldsson, international islandais devenu entraineur[115].
- 2 septembre : décès à 85 ans de Gyoji Matsumoto, international japonais[116].
- 4 septembre : décès à 86 ans de Pál Berendi, international hongrois ayant remporté 5 Championnat de Hongrie et 1 Coupe de Hongrie devenu entraineur[117].
- 4 septembre : décès à 78 ans de Felipe Ruvalcaba, international Méxicain ayant remporté 2 Championnat du Mexique et la Coupe des champions de la CONCACAF 1968[118].
- 8 septembre : décès à 71 ans de Carlos Squeo, international argentin ayant remporté la Copa Libertadores 1978 puis devenu entraineur[119].
- 14 septembre : décès à 93 ans de Rudi Gutendorf, joueur puis entraineur allemand[120].
- 18 septembre : décès à 43 ans de Fernando Ricksen, international néerlandais ayant remporté 2 Championnat d'Ecosse, 2 Coupe d'Ecosse, 1 Championnat de Russie et la Coupe UEFA 2008[121].
- 21 septembre : décès à 48 ans de Tobio Mora, international cubain[122].
- 23 septembre : décès à 36 ans d'Artūras Rimkevičius, international lituanien[123].
- 25 septembre : décès à 86 ans de Heliodoro Castaño, joueur espagnol[124].

## Octobre
- 2 octobre : décès à 31 ans d'Isaac Promise, international nigérian ayant remporté la médaille d'argent au JO 2008[125].
- 18 octobre : décès à 67 ans de Rui Jordão, international portugais ayant remporté 6 Championnat du Portugal et 3 Coupe du Portugal[126].
- 25 octobre : décès à 92 ans de Renzo Burini, international italien[127].
- 31 octobre : décès à 20 ans de Tarania Clarke, internationale jamaicaine[128].

## Novembre
- 2 novembre : décès à 63 ans de Norbert Eder, international ouest-allemand ayant remporté 3 Championnat d'Allemagne et 1 Coupe d'Allemagne[129].
- 8 novembre : décès à 86 ans d'Anatoly Krutikov, international soviétique ayant remporté 2 Championnat d'URSS, 3 Coupe d'URSS et l'Euro 1960[130].
- 12 novembre : décès à 64 ans de Mitsuhisa Taguchi, international japonais[131].
- 13 novembre : décès à 82 ans de José Veloso, international espagnol ayant remporté la Ligue des champions de l'UEFA 1966 et 3 Championnat d'Espagne[132].
- 16 novembre : décès à 91 ans de Johnny Wheeler, international anglais[133].
- 17 novembre : décès à 90 ans de Jean Pelazzo, joueur français[134].
- 19 novembre : décès à 66 ans de Sauveur Agostini, joueur français[135].
- 22 novembre : décès à 70 ans de Daniel Leclercq (alias le druide), footballeur français ayant remporté le Championnat de France 1971 puis entraîneur ayant remporté le Championnat de France 1998[136] Un hommage lui a été dédié lors du match Racing Club de Lens-FC Sochaux-Montbéliard et le match  Valenciennes Football Club-RC Lens
- 26 novembre :
  - décès à 76 ans de Köbi Kuhn, footballeur international puis entraîneur et sélectionneur suisse ayant remporté 6 Championnat de Suisse puis les Coupe de Suisse 1966, 1970, 1972, 1973 et 1976[137].
  - décès à 79 ans de Bruno Nicolè, footballeur international italien ayant remporté 3 Championnat d'Italie et 3 Coupe d'Italie[138].
- 28 novembre : décès à 63 ans de Pim Verbeek, entraineur néerlandais qui fut sélectionneur de l'Australie, d'Oman et de la Corée du Sud[139].

## Décembre
- 1er décembre : décès à 87 ans d'Henri Biancheri, international français ayant remporté 1 Championnat de France et 2 Coupe de France devenu dirigeant[140].
- 2 décembre : décès à 82 ans de Francesco Janich, international italien ayant remporté 1 Championnat d'Italie et 2 Coupe d'Italie[141].
- 2 décembre : décès à 34 ans de Juan Pablo Vergara, joueur péruvien[142].
- 7 décembre : décès à 87 ans de Ron Saunders, joueur anglais puis entraineur ayant remporté 1 Championnat d'Angleterre[143].
- 8 décembre : décès à 97 ans de Rogério Pipi, international portugais ayant remporté 3 Championnat du Portugal et 6 Coupe du Portugal[144].
- 10 décembre : décès à 79 ans de Jim Smith, joueur puis entraineur anglais[145].
- 16 décembre : décès à 89 ans de Bernard Lefèvre, international français ayant remporté 2 Championnat de France et 2 Coupe de france[146].
- 17 décembre : décès à 80 ans de Paul Sauvage, international français ayant remporté le Championnat de France 1962[147].
- 19 décembre : décès à 27 ans de Shahdon Winchester, international trinidadien ayant remporté 1 Championnat de Trinité-et-Tobago[148].
- 20 décembre : décès à 79 ans de Iouri Pshenichnikov, international soviétique ayant remporté comme joueur 1 Championnat d'URSS et 2 Championnat du Laos et 1 Coupe du Laos comme entraineur[149].
- 20 décembre : décès à 73 ans de Eduard Krieger, international autrichien ayant remporté 1 Championnat d'Autriche, 2 Coupe d'Autriche, 3 Championnat de Belgique et 1 Coupe de Belgique[150].
- 21 décembre : décès à 76 ans de Martin Peters, international anglais ayant remporté 1 Championnat d'Angleterre, la Coupe des Coupes 1964-1965, la Coupe UEFA 1971-1972 et la Coupe du monde 1966 devenu entraineur[151].
- 22 décembre : décès à 76 ans de Georget Bertoncello, joueur puis entraineur belge[152].
- 22 décembre : décès à 73 ans de Fritz Künzli, international suisse ayant remporté 6 Championnat de Suisse[153].
- 24 décembre : décès à 89 ans de Raymond Bellot, joueur puis entraineur français[154].
- 24 décembre : décès à 88 ans de Walter Horak, international autrichien ayant remporté 2 Championnat d'Autriche[155].
- 24 décembre : décès à 33 ans de Sergueï Karimov, international kazakh ayant remporté 1 Championnat d'Allemagne[156].
- 24 décembre : décès à 81 ans d'Albert Braine Mayama, international Congolais ayant remporté la Coupe de Belgique 1964[157].
- 26 décembre : décès à 82 ans de Duncan MacKay, joueur puis entraineur écossais[158].
- 28 décembre : décès à 79 ans de Dieter Danzberg, joueur puis entraineur allemand[159].
- 30 décembre : décès à 64 ans d'Antônio Dumas, brésilien, joueur, entraineur et sélectionneur du Gabon, Sao Tomé et Principé, Togo et Guinée Equatoriale[160].
- 30 décembre : décès à 80 ans de Carl-Heinz Rühl, joueur puis entraineur allemand[161].